# یخچال طبیعی بزنگی
یخچال طبیعی بزنگی (به لاتین: Bezengi Glacier) یک یخچال طبیعی در روسیه است که در کاباردینو-بالکاریا واقع شده‌است.